# ليون باتيستا ألبرتي

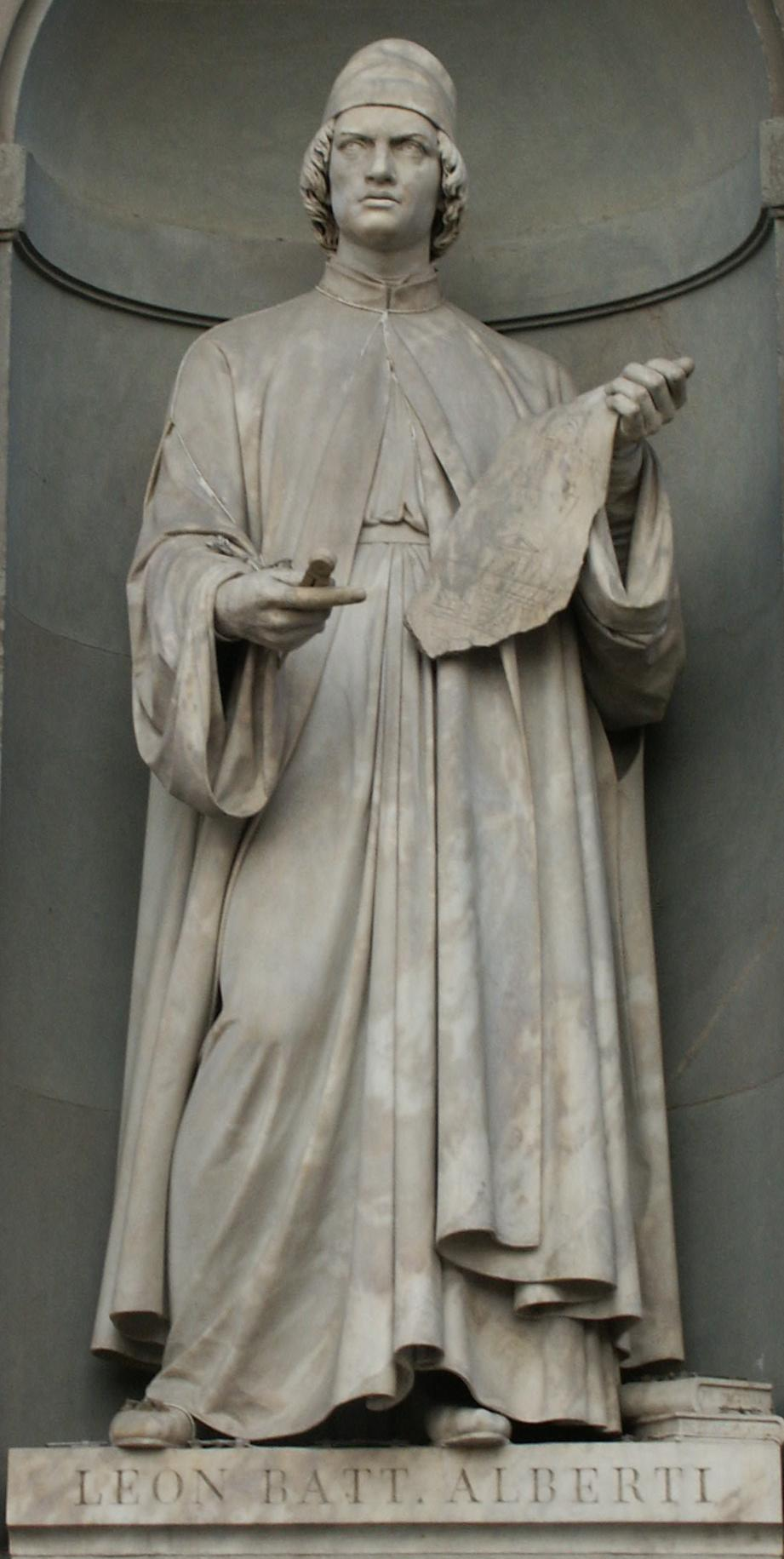
تمثال البرتي في ساحة معرض أوفيتسي (Uffizi)، فلورنسا

ليون باتيستا ألبيرتي (بالإيطالية: Leon Battista Alberti) - (جنوا، 18 فبراير 1404 - روما ، 25 أبريل 1472) مهندس معماري وعالم رياضيات وشاعر إيطالي وإنساني. كان أيضاً مشفرا ولغويا وفيلسوفا وعالم آثار وموسيقارا: واحدة من أكثر الشخصيات المتعددة الجوانب الفنية في عصر النهضة. كثيرا ما يعرف باسمه الأول ليون، وخاصة في اللغات الأجنبية.
في 1456 خطط استكمال واجهة كنيسة سانتا ماريا نوفيلا

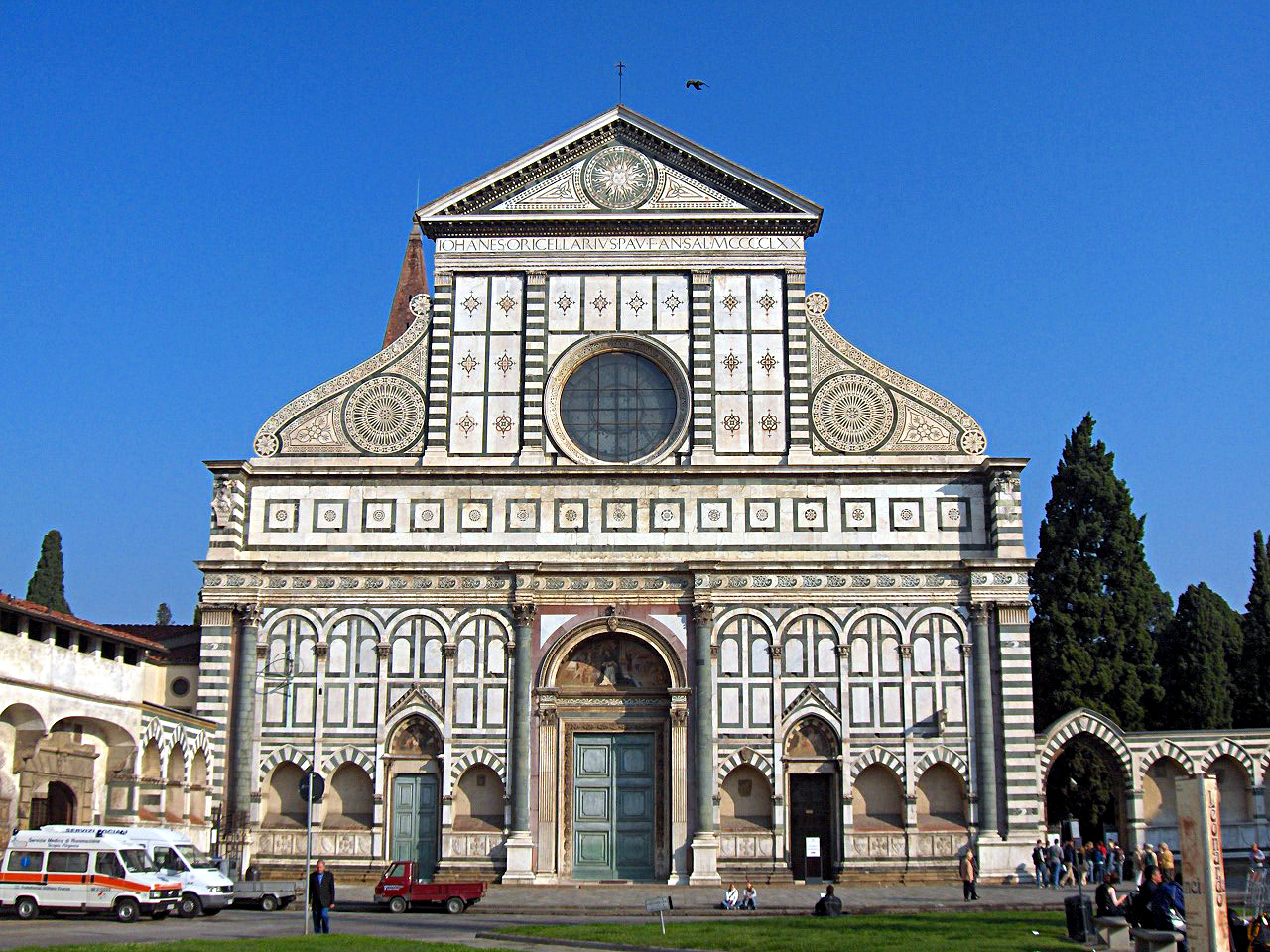
كنيسة سانتا ماريا نوفيلا

ألبيرتي . وصفوا الجمال بأنه مثل تنظيم الأجزاء التي لا شيء يمكن أن يتغير فيها دون المساس بالكل. مثلاً, النظرية الكلاسيكية لنظام الأعمدة (Orders)، والتي سعت للاستيلاء على المثل الأعلى للجمال، أدى بصورة طبيعية إلى 'النحوية في نهج العمارة. نظام الأعمدة تشبه بالأجسام المجبرة أن تعتمد على بعضها البعض؛ وهذا يرغم المهندس إلى الانصياع لهذا النظام. وبالتالي اسستعمال النظام الدوريسي يفرض علاقة صارمة بين البعدين العمودي والأفقي، وذلك يستلزم سطح معمد معين (أفريز)، ونوع معين من النوافذ. هذا النظام يزيل كل أثر للعفوية في تصميم الواجهة، على سبيل المثال، لأقناع المهندس بإدراج التريكليف (خُشخان ثلاثي) في الأفريز أو الطُنف، لتبسيط قاعدة العمود.

## حياته
ولد ليون باتيستا ألبيرتي عام 1404 في جنوة. والدته غير معروفة أما والده فهو أحد أثرياء فلورنسا الذي نُفي من مدينته ولم يسمح له بالعودة حتى عام 1428. ذهب ألبيرتي إلى مدرسة داخلية في بادوفا، ثم درس الحقوق في بولونيا. عاش لفترة من الزمن في فلورنسا، ثم سافر إلى روما في عام 1431 حيث تقلد رتب كهنوتية وانضم إلى خدمة البلاط البابوي. درس خلال هذا الوقت الآثار القديمة التي أثارت اهتمامه بالهندسة المعمارية وأثرت بشكل كبير على شكل المباني التي صممها.
كان ألبيرتي موهوبًا بعدة أمور. كان طويل القامة ورياضيًا يمكنه ركوب الخيول الجامحة والقفز فوق مستوى رأس رجل بالغ. وصف نفسه ككاتب عندما كان ما يزال طفلاً في المدرسة، وكتب في عمر العشرين مسرحية عُرضت بنجاح واعتبرت قطعة حقيقية من الأدب الكلاسيكي. بدأ أول أعماله الرئيسية المكتوبة بعنوان (اللوحة) في عام 1435 والتي كانت مستوحاة من الفن التصويري المزدهر في فلورنسا في أوائل القرن الخامس عشر. حلل في هذا العمل طبيعة رسم اللوحات ودرس عناصر المنظور والتكوين واللون.
بدأ في عام 1438 بالتركيز على الهندسة المعمارية وشجعه ماركيز ليونيلو الذي بنى له ليون ألبيرتي قوسًا صغيرًا لدعم تمثال الفروسية الخاص بوالده. أصبح في عام 1447 مستشارًا معماريًا للبابا نيكولاس الخامس وشارك في العديد من المشاريع في الفاتيكان.
كانت أول مشاركه معمارية كبرى له في عام 1446 لواجهة قصر (روتشيلاي) في فلورنسا. أعقب ذلك عمله في عام 1450 لتحويل كنيسة سان فرانشيسكو القوطية في ريميني إلى كنيسة رمزية سميت معبد مالاتيستا. صمم الأجزاء العليا لواجهة الكنيسة الدومينيكانية في سانتا ماريا نوفيلا في فلورنسا، إذ ربط بين صحن الكنيسة والممرات السفلية بزخارف حلزونية ليؤسس طريقة بناء اتبعها المهندسون في تصميم الكنائس مدة 400 عام. أنهى في عام 1452 كتاب (البناء) الذي مثّل بحث في الهندسة المعمارية، والذي اعتمد على أعمال فيتروفيو كأساس في تصميماته وكذلك البقايا الأثرية في روما. لم ينشر العمل حتى عام 1485. ونشر في عام 1464 عمله الأقل شهرة تحت اسم (التمثال) إذ درس فيه فن النحت. التمثال الوحيد المعروف من أعمال ألبيرتي هو وسام كبير يحمل صورته، ويُنسب أحيانًا إلى بيزانيلو.
طُلب من ألبيرتي تصميم كنيستين إحداهما في مانتوفا لكنه لم ينتهي من العمل عليها إطلاقا، وكنيسة سانت أندريا. انتهى من تصميم كنيسة سانت أندريا في عام 1471 قبل عام من وفاته، وانتهى تشييدها لتصبح أهم أعماله.

## أعماله المعمارية
لم يهتم ألبيرتي بعمليات البناء وقد شُيّد عدد قليل جدًا من أعماله الرئيسية. فهم الطبيعة المعمارية للأعمدة والجسور (الأعتاب) من وجهة نظر بصرية وليس هيكلية لأنه كان مصمما فقط ودارسا لأعمال فيتروفيوس والبقايا الرومانية القديمة، واستخدم النظام الكلاسيكي بشكل صحيح، على عكس زميله برونليسكي الذي استخدم العمود الكلاسيكي والعمود ذو التاج دون التفريق بينهما.
كان من بين اهتمامات ألبيرتي التأثير الاجتماعي للهندسة المعمارية، ولهذا كان يدرك جيدًا أهمية المنظر الطبيعي للمدينة. تجلى ذلك من خلال تصميمه مقعد مستمر للجلوس على مستوى الطابق السفلي (القبو) في قصر روتشيلاي. تنبأ ألبيرتي بمبدأ التسلسل الهرمي للطرق أي وجود طرق رئيسية واسعة متصلة بطرق الثانوية مع وجود مباني متساوية الارتفاع.
عمل في روما بطلب من البابا نيكولاس الخامس لإصلاح القناة الرومانية في أكوا فيرجين، والتي تحولت إلى ممر مائي صممه ألبيرتي ثم جرفتها نافورة تريفي لاحقًا.
تذكر بعض الدراسات أن فيلا ميديسي في فيسولي قد تكون من تصميم ألبيرتي وليس ميتشيلوزو، والتي أصبحت فيما بعد النموذج الأولي لفيلا عصر النهضة. قد يعتبر هذا البناء الواقع على قمة تل والذي بني بطلب من جيوفاني دي ميديشي (الابن الثاني لكوزيمو دي ميديشي) بإطلالته على المدينة أول مثال على فيلا من عصر النهضة: أي اتباعها معايير ألبيرتي الخاصة بمسكن الضواحي. وبذلك يمكننا اعتبار هذه الفيلا مصدر وحي للعديد من المباني الأخرى داخل وخارج مدينة فلورنسا منذ نهاية القرن الخامس عشر.

### معبد مالاتيستيانو في ريميني
يمثل معبد مالاتيستيانو في ريميني (1447) إعادة بناء للكنيسة القوطية. لم ينتهي العمل على الواجهة والزخارف.

### واجهة قصر روتشيلاي
كان تصميم واجهة قصر روتشيلاي (1446–1451) واحدا من عدة مشاريع لعائلة روتشيلاي. يتراكب التصميم مع شبكة من الأعمدة البارزة والزخارف بالطريقة الكلاسيكية للبناء الريفي وتُحيط به زخارف بارزة كبيرة.
يحتوي الفناء الداخلي على أعمدة كورنثية. يعتبر القصر معيارًا لاستخدام العناصر الكلاسيكية الأصلية في مباني وسط مدنية فلورنسا. نفذ العمل برناردو روسيلينو.

### كنيسة سانتا ماريا نوفيلا
بنيت الواجهة العلوية لكنيسة سانتا ماريا نوفيلا في فلورنسا (1448-1470) تبعا لتصميم ألبيرتي. كانت هذه المهمة صعبة بسبب وجود ثلاثة مداخل وستة فتحتات قوطية تحتوي على مقابر مكسية برخام متعدد الألوان كالموجود في كنائس فلورنسا مثل سان مينياتو آل مونتي وكنيسة معمودية فلورنسا. يتضمن التصميم أيضًا نافذة دائرية كانت موجودة بالفعل. قدم ألبيرتي تصميمات كلاسيكية للرواق ونشر الالوان على الواجهة بأكملها بطريقة تراعي الأبعاد والعناصر الكلاسيكية مثل الأعمدة والزخارف البارزة والجزء الأمامي العلوي الثلاثي من البناء على الطراز الكلاسيكي مزخرف بأشكال ظلال أشعة الشمس بدلاً من المنحوتات. الميزة الأكثر شهرة في تصميم هذه الكنيسة ذات الممرات النموذجية هي الطريقة التي استطاع بها ألبيرتي حل مشكلة التواصل البصري بين المستويات المختلفة في الصحن المركزي والممرات الجانبية السفلية. والتي أصبحت معيارا قياسية لواجهات الكنائس مباني عصر النهضة والمباني الكلاسيكية.

### ساحة بينزا
كان ألبيرتي المستشار في تصميم ساحة بينزا بيو الثانية في بلدة بينزا. أعيد تصميم القرية التي كانت تُسمى سابقًا كورزينانو بدءًا من عام 1459. وهي مسقط رأس آيناس سيلفيوس بيكولوميني (البابا بيوس الثاني) الذي عمل ألبيرتي على ممتلكاته. أراد بيوس الثاني أن يستخدم القرية كمكان ليمضي فيه آخر سنواته ولكنه عمل عليها ليعكس أهمية منصبه.
الساحة عبارة عن شكل شبه منحرف تحدده أربعة مبان مع تركيز خاص على كاتدرائية بينزا، تفتح الممرات مجال لرؤية المناظر الطبيعية على كلا الجانبين. يقع قصر بيكولوميني على الجانب الغربي. ويحتوي على ثلاثة طوابق مفصولة بواسطة الأعمدة والزخارف الدائرية مع نافذة مزدوجة مضاءة داخل كل قسم. يشبه هذا الهيكل قصر ألبيرتي روسيلي في فلورنس والقصور الأخرى التي بنيت بعده. الجدير بالذكر هو المحكمة الداخلية في القصر. يتميز الجزء الخلفي (الجنوبي) من القصر من بوجود الأقواس في الطوابق الثلاثة التي تطل على حديقة عصر النهضة الإيطالية المغلقة مع تعديلات معمارية تعود لعصر النهضة وإطلالة خلابة على المناظر الطبيعية البعيدة لفال دورشا وجبل أمياتا المفضل لدى البابا بيوس. يوجد أسفل هذه الحديقة اصطبل ذو سقف قببي يحتوي غرف تتسع لـ 100 حصان. تضمن التصميم الذي غير مركز المدينة جذريًا قصرًا للبابا وكنيسة وقاعة بلدية ومبنى للأساقفة الذين سيرافقون البابا في رحلاته. تعتبر ساحة بينزا مثالًا مبكرًا على التخطيط الحضري لعصر النهضة.

### كنيسة سانت أندريا في مانتوفا
بُدأ العمل على كنيسة سانت أندريا في عام 1471 قبل وفاة ألبيرتي بعام. انتهى تشييدها واعتبرت أهم أعماله التي تحوي زخارف قوس النصر سواء للواجهة الخارجية أو في الداخل، وألهمت العديد من الأعمال التي تلتها. ينظر ألبيرتي إلى دور المهندس المعماري مصمما. وعلى عكس برونليسكي لم يملك ألبيرتي أي اهتمام بالبناء تاركًا الجوانب العملية في البناء والإشراف للآخرين.

### مباني أخرى
- كنيسة سان سيباستيانو في مانتوفا: بدأ العمل عليها عام 1458، ولم تكتمل الواجهة ما أثار الكثير من التكهنات حول نية ألبيرتي في البناء.
- كنيسة سان بانكرازيو في فلورنسا عام 1467.
- رواق كنيسة سانتيسيما أنونزياتا في فلورنسا، بدأ العمل عليها عام 1470 واكتمل عام 1477.

## روابط خارجية
- مقالات تستعمل روابط فنية بلا صلة مع ويكي بيانات